# ウォーリー・フィスター
ウォーリー・フィスター（Wally Pfister, 1961年7月8日 - ）は、アメリカ合衆国の映画監督、映画撮影監督。

## 来歴
イリノイ州シカゴ出身。高校卒業後にメリーランド州のテレビ局でアシスタントとして働くようになる。1991年から映画製作に携わっている。
2000年の『メメント』以降はクリストファー・ノーラン作品を手がけている。『バットマン ビギンズ』、『プレステージ』、『ダークナイト』、『インセプション』で4作品連続のアカデミー撮影賞にノミネートされ、『インセプション』で受賞を果たした。
2014年、『トランセンデンス』で監督デビューし、以降は映画監督をキャリアの主軸としている。

## 主な作品

### 撮影
- 視線の先の欲望 -9:15P.M.- Lower Level (1991)
- ナイト・リズム/セクシーDJ殺人事件 Night Rhythms (1992)
- アニマルインスティンクト/不倫願望ジョアンナ　Animal Instincts (1992)
- 真・悪魔の棲む家 Amityville: A New Generation (1993)
- メメント Memento (2000)
- インソムニア Insomnia (2002)
- しあわせの法則 Laurel Canyon (2002)
- ミニミニ大作戦 The Italian Job (2003)
- バットマン ビギンズ Batman Begins (2005)
- プレステージ The Prestige (2006)
- ダークナイト The Dark Knight (2008)
- インセプション Inception (2010)
- マネーボール Moneyball (2011)
- ダークナイト ライジング The Dark Knight Rises (2012)

### 視覚効果コンサルタント
- ターボ Turbo (2013)

### 監督
- トランセンデンスTranscendence (2014)